# Emovački Lug
Emovački Lug – wieś w Chorwacji, w żupanii pożedzko-slawońskiej, w mieście Požega. W 2011 roku liczyła 32 mieszkańców.